# Нематериальные активы
Нематериальные активы — идентифицируемые немонетарные активы, не имеющие физической формы; входят в состав внеоборотных активов.

## Определение
В IAS 38 даётся определение нематериальных активов как идентифицируемые немонетарные активы, не имеющие физической формы, которые входят в состав внеоборотных активов.
В РСБУ ФСБУ 14/2022 "Нематериальные активы" к нематериальным активам относят активы, которые удовлетворяют следующим условиям:
1. не имеет материально-вещественной формы
2. предназначен для использования организацией в ходе обычной деятельности
3. предназначен для использования организацией в течение периода более 12 месяцев или обычного операционного цикла, превышающего 12 месяцев
4. способен приносить организации экономические выгоды в будущем
5. может быть выделен из других активов или отделен от них

## Виды НМА
Согласно ФСБУ 14/2022 "Нематериальные активы" к нематериальным активам относятся (открытый список):
- результаты интеллектуальной деятельности
- средства индивидуализации юридического лица, товаров, работ, услуг и предприятий
- разрешения (лицензии) на осуществление отдельных видов деятельности

Согласно ФСБУ 14/2022 "Нематериальные активы" к НМА не относятся:
- финансовые вложения;
- результаты интеллектуальной деятельности и средства индивидуализации, приобретенные или созданные для продажи
- права пользования активом, возникающие из договора аренды
- долгосрочные активы к продаже
- поисковые активы
- фирменные наименования, товарные знаки, знаки обслуживания, созданные собственными силами организации
- интеллектуальные и деловые качества персонала организации, его квалификацию и способность к труду
- информация о контрагентах организации, созданную собственными силами организации
- материальные носители нематериальных активов

## В России
В России нематериальные активы не признаются предметом налогообложения на имущество организации. При выполнении ряда условий в налоговом учёте на нематериальные активы начисляется амортизация. 